# بيورافان (أرارات)
مدينة بيورافان (بالأرمينية:Բյուրավան) (بالإنجليزية: Byuravan)‏ هي إحدى المدن التابعة لمقاطعة أرارات في أرمينيا. يقدر عدد سكانها بـ 1443 نسمة حسب الإحصاء الذي جرى عام 2011.